# Artstetten-Pöbring
Artstetten-Pöbring è un comune austriaco di 1 171 abitanti nel distretto di Melk, in Bassa Austria; ha lo status di comune mercato (Marktgemeinde). È stato istituito nel 1967 con la fusione dei comuni soppressi di Artstetten, Fritzelsdorf, Nussendorf, Harth, Pöbring e Payerstetten; capoluogo comunale è Artstetten.
È sede del famoso Castello di Artstetten.